# El Álamo (Sevilla)
El Álamo es una localidad española del municipio de El Madroño, perteneciente a la provincia de Sevilla, en la comunidad autónoma de Andalucía.

## Historia
Hacia mediados del siglo XIX el lugar, mencionado como un caserío, pertenecía al término de la aldea de El Madroño. Aparece descrito en el primer volumen del Diccionario geográfico-estadístico-histórico de España y sus posesiones de Ultramar de Pascual Madoz de la siguiente manera:

ALAMO (el): cas. en la prov. de Sevilla, part. jud. de Sanlúcar la Mayor, térm. de la ald. del Madrono (V.)
(Madoz, 1845, p. 189)

En 2022, la entidad singular de población tenía empadronados 43 habitantes y el núcleo de población 42 habitantes.